# スコット・メイ
スコット・グレン・メイ (Scott Glenn May, 1954年3月19日 - ) は、アメリカ合衆国の元プロバスケットボール選手。身長201cm、体重97kg。ポジションはスモールフォワード。1976年モントリオール五輪金メダリスト。
息子のショーン・メイも元NBA選手であり、シャーロット・ホーネッツとサクラメント・キングスで119試合に出場した。

## 経歴
オハイオ州サンダスキー出身のメイは名門インディアナ大学に進学し、4年次の1976年にはケント・ベンソンやクイン・バックナーとともにNCAAトーナメント制覇を成し遂げた。自身は平均23.5得点をあげてオールアメリカ1stチームに選ばれ、ネイスミス賞をはじめ数々の個人賞を受賞した。同年モントリオール五輪アメリカ代表に選ばれて金メダルを獲得した。
1976年、メイはNBAドラフト全体3位でシカゴ・ブルズに入団した。1年目は平均14.6得点でオールルーキー1stチームに選出された。しかし翌1977-78シーズン途中に負傷し、以降は成績が急降下した。1981年にブルズを退団した後はミルウォーキー・バックス、デトロイト・ピストンズを渡り歩き、1983年にイタリアのプロリーグに移籍した。1988年に現役を引退した。NBAでの成績は、355試合の出場で通算3,690得点（平均10.4得点）であった。
引退後、メイはアパートへの投資で成功し、現在オーナーとして2,000戸以上の物件を所有している。